# سفانتي اينغلسون
سفانتي اينغلسون (بالسويدية: Svante Ingelsson)‏ (14 يونيو 1998 بكالمار في السويد - ) هو لاعب كرة قدم سويدي في مركز الوسط. شارك مع منتخب السويد تحت 17 سنة لكرة القدم ومنتخب السويد تحت 19 سنة لكرة القدم. أما مع النوادي، فقد لعب مع نادي كالمار.

## وصلات خارجية
- سفانتي اينغلسون على موقع الاتحاد الأوربي (الإنجليزية)
- سفانتي اينغلسون على موقع اتحاد السويد (السويدية)
- سفانتي اينغلسون على موقع إي إس بي إن إف سي (الإنجليزية)
- سفانتي اينغلسون على موقع قاعدة بيانات كرة القدم.إي يو (الإنجليزية)
- سفانتي اينغلسون على موقع Soccerway.com (الإنجليزية)
- سفانتي اينغلسون على موقع عالم كرة القدم.نت (الإنجليزية)
- سفانتي اينغلسون على موقع AS.com (الإسبانية)